# Ушверидзе, Николай Георгиевич
Николай Георгиевич Ушверидзе (1912 год, село Колхида, Сухумский округ, Кутаисская губерния, Российская империя — дата смерти неизвестна) — бригадир колхоза имени Берия Гагрского района Абхазской АССР, Грузинская ССР. Герой Социалистического Труда (1949).

## Биография
Родился в 1912 году в крестьянской семье в селе Колхида Сухумского округа Кутаисской губернии.
Со второй половины 1940-х годов — рядовой колхозник, звеньевой колхоза имени Берия Гагрского района с центральной усадьбой в селе Колхида.
В 1948 году звено Николая Ушверидзе собрало с каждого гектара в среднем по 18,3 центнеров листьев табака сорта «Самсун № 27» на участке площадью 3 гектара. Указом Президиума Верховного Совета СССР от 3 мая 1949 года «за получение высоких урожаев кукурузы и табака в 1948 году» удостоен звания Героя Социалистического Труда с вручением ордена Ленина и золотой медали «Серп и Молот».
Этим же указом званием Героя Социалистического Труда были награждены председатель колхоза Григорий Алексеевич Гвасалия, агроном Григорий Эрастович Топурия, табаководы Иосиф Хачикович Арзуманян и Марта Артиновна Задыкян.
После выхода на пенсию проживал в посёлке Колхида (с 1992 года — посёлок Псахара).
Дата смерти не установлена.
Награды
- Герой Социалистического Труда
- Орден Ленина
- Медаль «За трудовое отличие» (21.02.1948)